# Инженер-флагман 3-го ранга

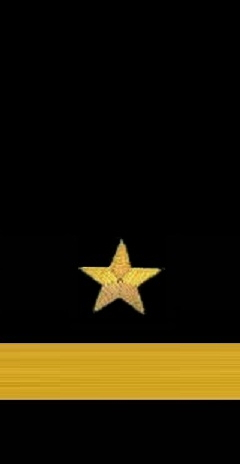
Инженер-флагман
3-го ранга.

Инженер-флагман 3-го ранга — воинское звание Морских Сил Рабоче-Крестьянской Красной Армии Союза ССР (МС РККА СССР). Предшествующее более низкое звание: военинженера 1-го ранга. Следующее более высокое звание: инженер-флагмана 2-го ранга.

## История
Звание инженер-флагман 3-го ранга было введено Постановлением ЦИК СССР и СНК СССР от 22 сентября 1935 года утверждено постановлением Совета Народных Комиссаров СССР № 2591 для Морских Сил РККА СССР от 22 сентября 1935 года и объявлено приказом Народного Комиссара обороны № 144 от 26 сентября 1935 года.
Соответствовало званиям комбриг и бригадный комиссар; примерный аналог воинского звания капитан 1-го ранга в российском, советском и иностранных военно-морских флотах.
Введено звание для военно-технического состава морских сил РККА взамен всех прежних званий военно-технического состава служебной категории К-10. Предназначалось для флагманских технических специалистов на флотах, флотилиях и в соединениях, начальников управлений и отделов морских сил РККА, а также для профессорско-преподавательского состава военно-учебных заведений и специалистов научно-исследовательских организаций флота. Кроме того, его получали дипломатические представители и некоторые гражданские специалисты - профессора гражданских ВУЗов, специалисты производственных и конструкторских организаций. В морских частях пограничных и внутренних войск НКВД это звание не устанавливалось.
Отменено 7 мая 1940 года в связи с введением новых званий, утверждённых Указом Президиума Верховного совета СССР «Об установлении воинских званий высшего командного состава Военно-Морского Флота».

## Знаки различия
Во флоте расцветки галунов и просветов на нарукавных знаках различия были установлены Постановлением СНК СССР от 2 декабря 1935 г. № 2591.
Инженер-флагман 3 ранга носил один широкий галун жёлтого (золотистого) цвета. Над галуном была размещена одна жёлтая пятиконечная звезда.